# Giacomo Inaudi
Pour les articles homonymes, voir Inaudi.
Giacomo Inaudi, ou Jacques Inaudi, (13 octobre 1867 au hameau Norat, commune de Roccabruna, province de Coni, Piémont, Italie - 10 novembre 1950 à Champigny-sur-Marne, France) est un calculateur prodige italien. Il fit presque toute sa carrière en France. Ses dons et notamment son étonnante mémoire des chiffres ont longtemps attiré l'attention des autorités scientifiques.

## Biographie
Enfant, Inaudi s'intéressa selon ses dires au calcul mental alors qu'il gardait des moutons. À la mort de sa mère, il suivit en France ses deux frères aînés qui faisaient profession de montreurs de marmottes. Il exerça plusieurs petits métiers à Marseille, avant d'être découvert par Monsieur Dombey, représentant en horlogerie. Plus tard, il épousera Marie-Antoinette Dombey (Saint-Etienne, 1879 - Champigny-sur-Marne, 1956). 
Monsieur de Thorcey alias Albert Ferdinand Guyot deviendra son manager. En 1880, Camille Flammarion tenta sans succès de l'initier aux calculs scientifiques. 
Au début des années 1890, il attira l'attention des psychologues et des médecins, présentant ses performances devant l'Académie des Sciences (1892-1893), et surtout devant Alfred Binet, qui devait lui consacrer une de ses principales études. En 1891, il est engagé par Émile Robert-Houdin, directeur du théâtre Robert-Houdin à Paris. Avec Thorcey, il va rayonner sur toutes les foires où l'on parle le français. Il sera associé à Marcketti puis sera le propriétaire du Grand Théâtre moderne. Thorcey sera son éternel administrateur. 

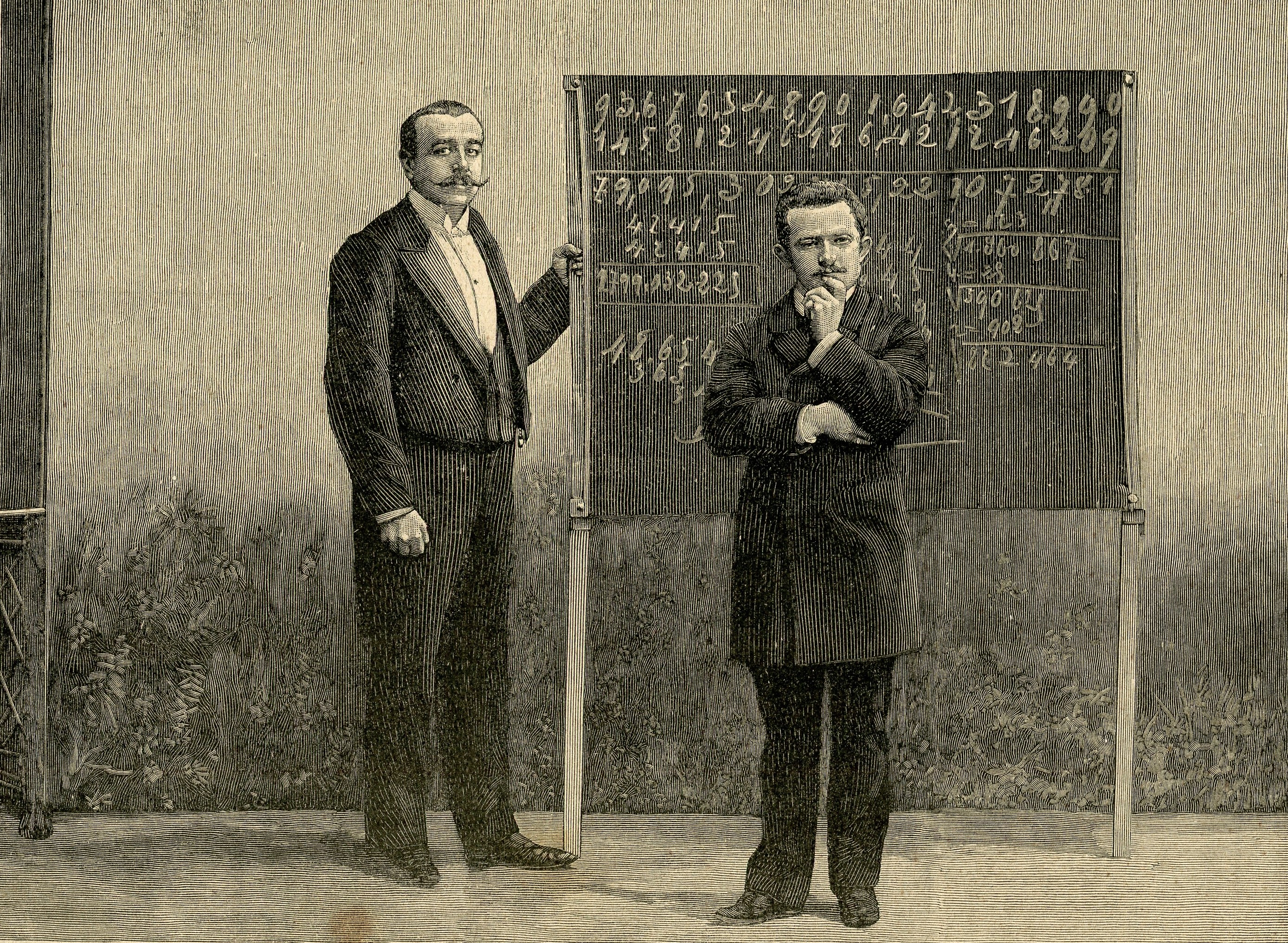
Gravure d'après une photo d'Inaudi par l'atelier Langlois (Paris), reprise par le périodique italien L’illustrazione popolare (1892).

Une séance ordinaire de son spectacle comportait les tours suivants : on relevait les demandes du public, soit un certain nombre d'opérations comme l'addition ou la soustraction de nombres de plus de vingt chiffres, l'élévation au carré d'un nombre de plus de quatre chiffres, quelques extractions de racines (carrées ou cubiques) à condition qu'elles donnent un nombre entier. Ces demandes étaient annoncées oralement à Inaudi qui, tout en échangeant quelques plaisanteries avec le public, donnait à la cantonade les résultats en une dizaine de minutes. Il donnait ensuite le jour de la semaine correspondant à une date donnée (presque instantanément, en moins de deux secondes). Enfin, il répétait de mémoire les énoncés qu'on lui avait soumis et les résultats correspondants. 
Un article de L'Intransigeant du 21 juin 1896 relatif à un incendie dans une baraque foraine présentant les premières projections de cinématographe à la foire d'Orléans le désigne comme copropriétaire de l'établissement.  
Thorcey meurt le 30 août 1937, à Champigny-sur-Marne, Robertson alias Colson Robert devient pour 8 ans son nouveau manager. Jacques Inaudi meurt lui aussi à Champigny-sur-Marne le 25 novembre 1950 et les actualités de la télévision lui rendent un bref hommage.

## Performances
Inaudi possédait avant tout une exceptionnelle mémoire des chiffres. Alfred Binet a noté sa vitesse de mémorisation :
- en 1 min 30 s, 36 chiffres ;
- en 4 min 00 s, 57 chiffres ;
- en 5 min 30 s, 75 chiffres ;
- en 12 min, 107 chiffres,

et concluait que le temps de mémorisation croît à peu près comme le carré du nombre de chiffres.
Inaudi déclarait : « J'entends les nombres nettement, et c'est l’oreille qui les retient ; je les entends résonner à mon oreille, tels que je les ai prononcés, avec mon propre timbre de voix, et cette audition intérieure persiste chez moi une bonne partie de la journée. »
Broca et Charcot, qui l'ont examiné, décrivent ainsi sa méthode : il procède en général par tâtonnements, en essayant des nombres ; il en résulte qu'il extrait plus facilement une racine sixième ou septième qu'une racine carrée ou cubique [entière]. Il additionne et soustrait de gauche à droite, comme les Hindous. Broca et Charcot observent qu’Inaudi mémorise assez difficilement une fable. Ils concluent de leur examen que « J. Inaudi est intelligent, mais sa force calculatrice provient d'une mémoire spécialisée, extraordinaire et développée par l'exercice. »
Inaudi traitait volontiers les problèmes de progression arithmétique, comme « trouver quatre nombres consécutifs connaissant la somme de leurs carrés », qu'il résolvait en 30 s. Toutefois, il mit 1 min 50 s pour « trouver le nombre dont la racine carrée surpasse de 18 la racine cubique », un relatif échec qui montre assez le manque de connaissance mathématique du célèbre calculateur.

## Le phénomène Inaudi
Pour ses contemporains, Inaudi semblait un être humain à part : sa petite taille, conjuguée au volume peu ordinaire de son crâne, fascinait les psychologues. Ainsi Charcot et Binet décrivent complaisamment le sujet selon les canons de la phrénologie, encore très en faveur à la fin du XIXe siècle.
L'immunologiste Élie Metchnikoff, dans son essai Études sur la nature humaine: essai de philosophie optimiste (1905), n’hésite pas à le citer comme un mutant au sens de Hugo de Vries, à savoir un sujet présentant des caractéristiques et aptitudes suffisamment différentes pour y voir la manifestation d'une nouvelle espèce. Selon Metchnikoff, de tels cas de mutation ponctuelle expliquaient comment l'homme s'était détaché de l'espèce apes,.